# شيخ يحيى
شيخ يحيى قرية سوريّة تتبع إداريّاً لمحافظة حلب منطقة منبج ناحية مركز منبج، بلغ تعداد سكانها 422 نسمة حسب التعداد السكاني لعام 2004.